# Écoute
Écoute è una scultura dell'artista francese Henri de Miller del 1986, posta di fronte alla Chiesa di Saint-Eustache, nel I arrondissement di Parigi.

## Descrizione

### Commissione
L'opera è stata commissionata nel 1986 a Henri de Miller per la realizzazione del Forum des Halles, il noto centro commerciale che sorge sui vecchi mercati generali di Parigi, e fu completata nel 1989, quando fu collocata a nord dei Jardins des Halles, sulla Piazza René Cassin, di fronte alla Chiesa di Saint-Eustache. Lo scultore è autore anche di una meridiana a fibre ottiche concepita nel 1988 con il nome Cadran solaire à fibres optiques e posta nello stesso parco parigino.

### Interpretazione
Il soggetto rappresentato è la testa di una persona che porge una mano vicina all'orecchio nel tentativo di ascoltare, come suggerisce il titolo (tr.Ascolta). La scultura, realizzata in arenaria, segue i paradigmi dell'arte moderna: il volto stilizzato e i tratti appena definiti rendono la figura quasi priva di espressione.